# Dactylorhiza traunsteineri
Dactylorhiza traunsteineri (Narrow-leaved Marsh Orchid or Traunstein's Dactylorhiza) is an lan.
 Tư liệu liên quan tới Dactylorhiza traunsteineri tại Wikimedia Commons

## Hình ảnh

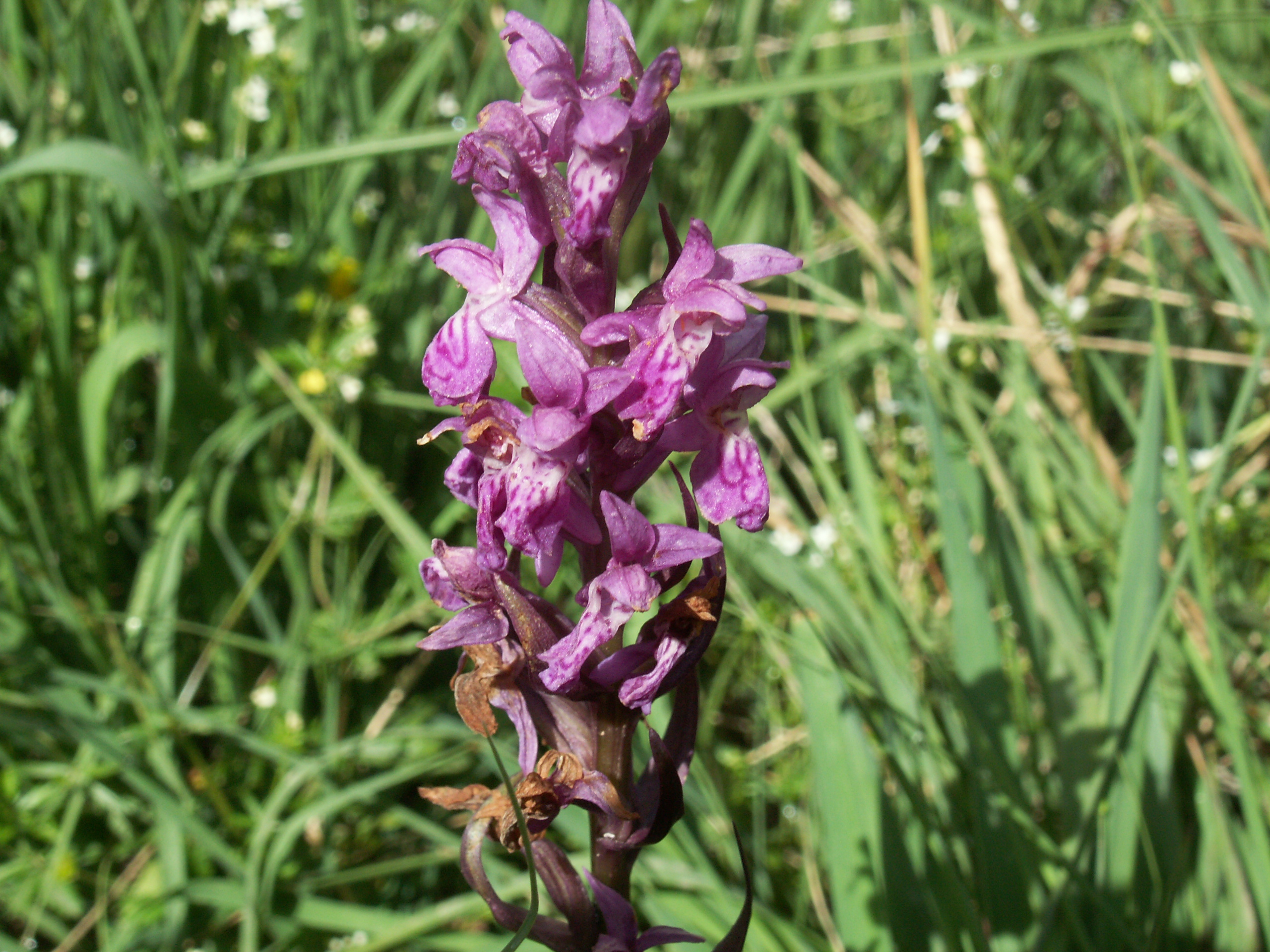
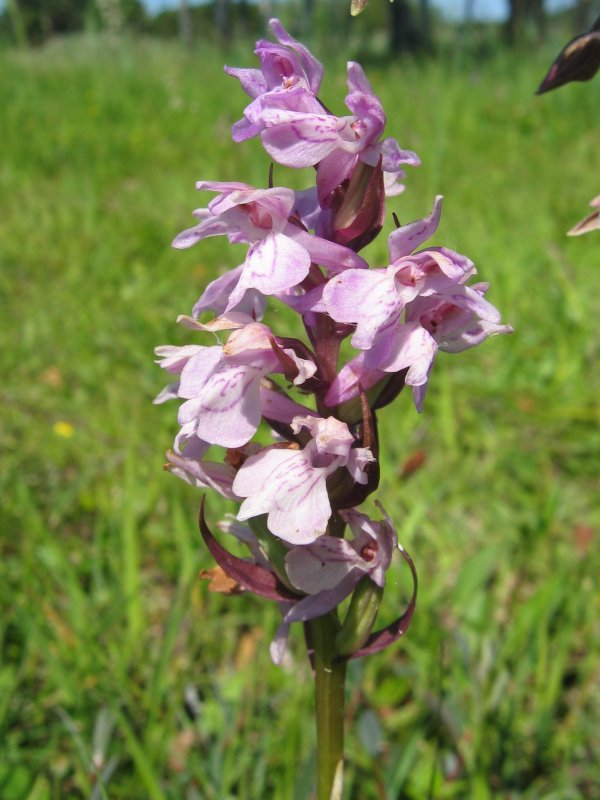
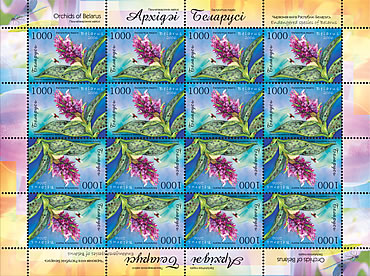
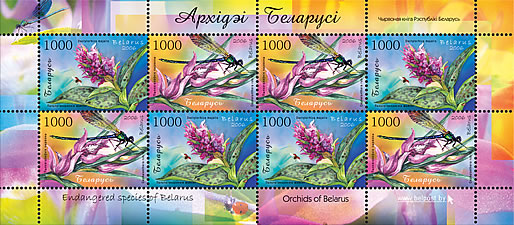